# Tokodaltáró
Tokodaltáró là một thị trấn thuộc hạt Komárom-Esztergom, Hungary. Thị trấn này có diện tích 5,27 km², dân số năm 2010 là 3081 người, mật độ 585 người/km².